# Ciudad Madero
Ciudad Madero is een voorstad van Tampico in de Mexicaanse deelstaat Tamaulipas. Ciudad Madero heeft 193.045 inwoners en is de hoofdplaats van de gemeente Ciudad Madero.
De stad is gesticht in 1807. Madero is een havenstad, maar de belangrijkste bron van inkomsten is de olieraffinaderij.